# Thomas Roscoe Rede Stebbing
Thomas Roscoe Rede Stebbing (* 6. Februar 1835 in London; † 8. Juli 1926 in Royal Turnbridge Wells) war ein britischer Zoologe und Geistlicher.
Er war der Sohn des Geistlichen Henry Stebbing (1799–1883), Herausgeber des Athenaeum. Stebbing besuchte die King’s College School und studierte klassische Sprachen am King’s College London mit dem B. A. Abschluss 1855. Anschließend studierte er Jura und Geschichte in Oxford mit dem Master of Arts Abschluss 1859. Im selben Jahr wurde er in Oxford zum anglikanischen Geistlichen geweiht. Er war Fellow (1860 bis 1868) und Tutor am Worcester College in Oxford, heiratete 1867 Mary Anne Saunders, die selbst eine gute Botanikerin und Zeichnerin war, und wurde Lehrer in Torquay in Devon. Etwa um dieselbe Zeit begann er sich für Naturgeschichte zu interessieren. 1877 zog er nach Turnbridge Wells, um näher bei London zu sein. Seinen Lehrberuf gab er, da finanziell unabhängig, zu dieser Zeit zugunsten wissenschaftlicher Tätigkeit und Schriftstellerei auf.
Er war Spezialist für kleine Krebstiere, besonders Amphipoda (Flohkrebse) und bearbeitete die entsprechenden Sammlungen der Challenger-Expedition. Er schrieb den Abschnitt über Amphipoden des offiziellen Berichts der Expedition, der für die Systematik des Taxons grundlegend wurde (und eine kommentierte Bibliographie von 600 Seiten enthielt). Er schrieb auch populärwissenschaftliche Werke, in denen er früh in Darwinismus verteidigte. Das brachte ihn in Konflikt mit der anglikanischen Kirche, die ihm das Predigen verbot und ihm nie eine Pfarre anbot. Samuel Wilberforce, der ihn in Oxford geweiht hatte, war in der anglikanischen Kirche ein prominenter Gegner des Darwinismus. Später wurde er auch zunehmend ablehnend gegen religiöse Dogmen, nicht nur die wortwörtliche Wahrheit der Genesis, der Existenz von Wundern und Prophezeiungen, sondern auch der Heiligen Dreifaltigkeit, die Göttlichkeit von Jesus und moralische Lehren der Kirche.
Er war Fellow der Royal Society (1896) und der Linnean Society, deren Goldmedaille er 1908 erhielt.

## Schriften
- Essays on Darwinism, London 1871
- A History of Crustacea. Recent Malacostraca, London 1893, Archive
- The naturalist of Cumbrae; a true story, being the life of David Robertson, London 1891,  Online
- Report on the Amphipoda collected by H.M.S. Challenger during the years 1873–1876. Report on the Scientific Results of the Voyage of H.M.S. Challenger during the years 1873–76, Zoology, 29, 1888, S. 1–1737, pls 1–210.
- Revision of Amphipoda (continued). Annals and Magazine of Natural History, Series 7, 4, 1899, S. 205–211.
- On crustacea brought by Dr. Willey from the South Seas. Willey's Zoological Results, 5, 1900, S. 605–690
- Amphipoda. I. Gammaridea. In: Franz Eilhard Schulze, Das Tierreich, 21, Berlin: Friedländer 1906, S. 1–806, Archive
- Cumacea (Sympoda), in: Das Tierreich, Berlin: Friedländer 1913, Archive
- Faith in Fetters, London 1919
- Plain Speaking, London 1926